# Albert Van Coile
Albert „Berten“ Van Coile (* 27. März 1900 in Sint-Andries, Brügge; † 4. April 1927 ebenda) war ein belgischer Fußballspieler. Er war Abwehrspieler, spielte ausschließlich für Cercle Brügge und wurde durch seinen frühen Tod im Alter von 27 Jahren bekannt.

## Leben
Der 1900 in Brügge geborene Albert Van Coile spielte in seinem Leben nur für den dortigen Verein Cercle. Ab 1919 war er in der ersten Mannschaft des Klubs aktiv, für die er 178 Spiele bestritt. Zudem stand er 1926 in einem Länderspiel gegen die Niederlande für die belgische Nationalmannschaft auf dem Platz.
Größere Bekanntheit erlangte Van Coile durch seinen 1927 erlittenen Tod im Alter von nur 27 Jahren: Während eines Turniers in Tourcoing, bei dem er auf der Stürmerposition spielte, stieß Van Coile mit einem gegnerischen Torwart zusammen. Aus dem Zusammenstoß heraus erlitt er zwar keine sichtbaren Verletzungen, doch einen Tag nach dem Vorfall wurde bei ihm ein Riss im Darm entdeckt. Eine eilends durchgeführte Operation erwies sich als erfolglos, Albert Van Coile starb am 4. April 1927 in seiner Heimatstadt Brügge.
Seine Beerdigung fand in Belgien große mediale Beachtung. Im Sommer 1927, wenige Monate nach Van Coiles Ableben, gewann Cercle Brügge die belgische Meisterschaft.